# Тригліф

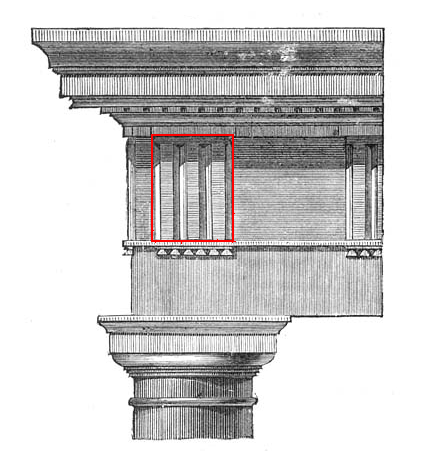
Тригліф

Триглі́ф (від грец. τρίγλυφος — «тририсковий, з трьох рис»; синонім — трійчак) — прямокутна, дещо витягнута по вертикалі плита з двома цілими, а по краях половинними жолобами. Зазвичай тригліфи розміщуються по осях колон та інтерколумніїв і на кінцях фриза на розі будинку. Тригліфи в камені зображають орнаментовані торці балок перекриття у дерев'яній архітектурі.
Чергуючись із метопами, тригліфи утворюють фриз доричного ордеру.